# 江芑
江芑，湖廣漢陽府漢陽縣（今湖北省武漢市漢陽區）人，清朝政治人物，進士出身。
康熙三十九年，登進士，改刑部郎中。康熙六十年，任湖廣道監察御史。雍正元年，掌山西道事湖廣道監察御史、掌江南道事湖廣道監察御史、掌河南道事湖廣道監察御史。雍正二年，任雲南糧儲道。雍正三年，任雲南按察使，后署雲南布政使。乾隆元年，任福建延建邵道。